# José Domínguez Echenique
José Germán Domínguez Echenique (Santiago, 14 de abril de 1900-Santiago, 9 de agosto de 1961) fue un abogado y político conservador chileno. Hijo de Francisco Domínguez Cerda e Irene Echenique Gandarillas, se casó en 1925 con Luisa Ríos Mackenna.

## Actividades profesionales
Educado en el Colegio San Ignacio Allí fue compañero de Alberto Hurtado Cruchaga y Manuel Larraín Errázuriz. Estudio en la Facultad de Derecho de la Pontificia Universidad Católica de Chile.
Se dedicó a las labores agrícolas explotando un fundo en Colchagua. Fue corredor de la Bolsa de Comercio; socio de “Pinto, Domínguez y Palma”. También fue funcionario de la Caja de Crédito Hipotecario.

## Actividades políticas
Miembro del Partido Conservador, fue regidor de la Municipalidad de Santiago (1938-1941).
Electo diputado por el 1.er Distrito Metropolitano: Santiago (1941-1945), integró en este periodo la comisión permanente de Gobierno Interior. Reelecto diputado por la misma agrupación distrital (1945-1949), integró en esta ocasión la comisión permanente de Agricultura y Colonización.
Alcalde de la Municipalidad de Santiago (1951-1952). Fue presidente de la Sociedad Empresa Periodística El Chileno  y director del Club Fernández Concha.

## Historial electoral

### Elecciones parlamentarias complementarias de 1953
- Elecciones complementarias del 4 de enero de 1953 Senador por Santiago.